# Île Santa María (Chili)
L'Île Santa María est une île de la commune de Coronel, dans la province de Concepción au Chili. Cette île de la région du Biobío ferme le petit golfe d'Arauco (es) à 29 km à l'ouest des ports de Coronel et de Lota. L'île est habitée et compte au moins 2.200 habitants.

## Description
La topographie de l'île est escarpée, à l'exception de la côte orientale, qui fait face au continent. La côte ouest est formée par des falaises de 70 mètres de haut. L'île est une continuation de l'éperon de la Cordillère de la Côte. Il y a deux baies principales qui sont séparées par un éperon sableux de faible hauteur.
Santa María mesure 11,5 km de long, direction nord-sud, et entre 0,5 km et 6,5 km de large, direction est-ouest. La surface est de 35 km2. Deux îlots principaux se trouvent à proximité.
À l’occasion du tremblement de terre du 27 février 2010, l’île s’est élevée de 1,80 m qui a diminué la profondeur marine dans la même mesure. Un quai beaucoup plus long est prévu pour résoudre le problème de connectivité de l'île.
L'île possède un aérodrome sur le sud de l'île et un phare à la pointe nord. Sa principale activité est la pêche artisanale et les crustacés.

## Histoire
L'île était habitée depuis l'Antiquité par des tribus Lafquenches (es). Elle a été découverte par les espagnols lors de l'exploration de la côte chilienne par Juan Bautista Pastene en 1544 et 1550. Selon Pedro de Valdivia elle était peuplée d'au moins un millier d'indiens.